# Canoas
Canoas, amtlich Município de Canoas, ist eine Stadt im brasilianischen Bundesstaat Rio Grande do Sul und gehört zur Metropolregion Porto Alegre. Mit 349.728 Einwohnern nach der amtlichen Schätzung zum 1. Juli 2021 liegt die Stadt bei der Bevölkerungszahl an vierter Stelle  und  bei der Fläche an 365. Stelle der 497 Gemeinden des Bundesstaates. Die Stadt ist in 18 Stadtbezirke gegliedert. Sie liegt am Ufer vom Rio Gravataí und Rio dos Sinos, 8 m über dem Meeresspiegel.

## Geschichte
In dem Ort wurden früher Kanus hergestellt, sodass die 1874 eröffnete Bahnstation den einprägsamen Namen Canoas, auf Deutsch „Kanus“, bekam. Im Laufe der folgenden Jahrzehnte entwickelte sich Canoas zu einem Arbeitervorort von Porto Alegre. 1939 erhielt Canoas den Status einer Stadt. Ein Bezirk der Stadt wurde 1992 unter den Namen Nova Santa Rita eigenständig.
Canoas ist Teil der Metropolregion von Porto Alegre und hat das zweithöchste Bruttoinlandsprodukt (BIP) im Staat Rio Grande do Sul. Es gibt eine Universität und zwei Centros Universitários (in Brasilien verbreitete universitätsähnliche Hochschulen, allerdings ohne Forschungsauftrag). Canoas zeichnet sich durch eine große Branchenvielfalt der Industrie und im Dienstleistungssektor aus.
Die dadurch bedingte Bevölkerungszunahme führte zu einem Mangel an Wohnraum. Darüber hinaus hat Canoas eine – im brasilianischen Vergleich – hohe Kriminalitätsrate, die allerdings niedriger als im nahegelegenen Porto Alegre ist. 2016 wurden in Canoas 109 Morde verübt und 705 in Porto Alegre.

## Stadtverwaltung
Seit dem ersten ernannten Stadtpräfekten (Exekutive) Edgar Braga da Fontoura mit Amtsantritt 15. Januar 1940, haben 25 Bürgermeister dieses Amt ausgeübt, zuletzt wurde Jairo Jorge des Partido Social Democrático (PSD) für die Amtszeit von 2021 bis 2024 gewählt.
Die Legislative liegt bei einem Stadtrat, der Câmara Municipal, aus 21 gewählten Stadtverordneten (vereadores), seit 2021 unter der Präsidentschaft von Marcio Freitas (PDT).

## Stadtgliederung
Canoas gliedert sich in 18 Bairros:
- Bairro Brigadeira
- Bairro Centro
- Bairro Estância Velha
- Bairro Fátima
- Bairro Guajuviras
- Bairro Harmonia
- Bairro Igara
- Bairro Industrial
- Bairro Marechal Rondon
- Bairro Mathias Velho
- Bairro Mato Grande
- Bairro Niterói
- Bairro Nossa Senhora das Graças
- Bairro Olaria
- Bairro Rio Branco
- Bairro São José
- Bairro São Luís
- Povoado Guajuviras

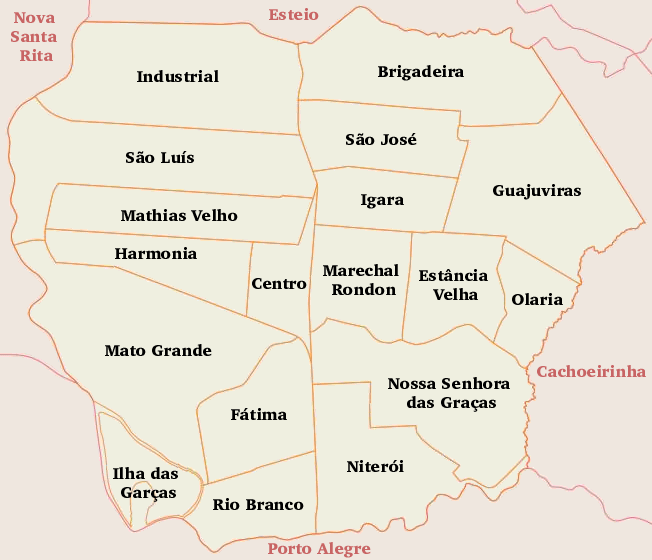
Lagekarte der Bairros in Canoas

Die Bairros unterstehen fünf Subpräfekturen für die Região Central, Região Nordeste, Região Noroeste, Região Sudeste und Região Sudoeste.

## Söhne und Töchter der Stadt
- Floriano Spiess (* 1967), Ringer[6]
- Carlos Ertel (* 1974), Handballspieler[7]
- Mauro Job Pontes Júnior (* 1989), Fußballspieler
- Fernando Scheffer (* 1998), Schwimmer